# Grossfuss Sturmgewehr
Grossfuss Sturmgewehr — прототип штурмової гвинтівки, розробленої під час Другої світової війни Куртом Горном у компанії Grossfuss , більш відомий своїм внеском у німецький арсенал, зробленим за допомогою MG 42 .

## Історія
На завершальному етапі війни дев'ять прототипів Grossfuss Sturmgewehr були захоплені наступаючою Червоною Армією; п'ять із них були знайдені на полігоні в Куммерсдорфі . Ці рушниці в радянських документах, що їх аналізують, отримали назву «Автомат Горна» (штурмова гвинтівка Горн). Совєти також захопили і самого конструктора. (Більшість свого часу в СРСР Горн провів на заводі № 74, пізніше відомому як Ізмаш).
Згідно з особистими нотатками Хорна, вимоги Heereswaffenamt до цієї рушниці були наступними: вона повинна була використовувати принцип дії з зворотним ударом, використовувати боєприпаси та магазини MKb 42(H) , мати циклічну скорострільність 500 пострілів. за хвилину, масою 4 кг і мають такі ж ствол і загальну довжину, що й MKb 42(H). Вимога використовувати зворотний удар як принцип дії була інтерпретована як вимога гармати, яку було б дешево побудувати, оскільки вона мала просту конструкцію з невеликою кількістю частин. Однак патрон 7,92×33 мм Курца був значно потужнішим, ніж пістолетні патрони, які використовуються в пістолетах-кулеметах , тому для нього зазвичай потрібен був затвор .вагою близько 1,5 кг, що було важко узгодити з цільовою вагою для гармати.
Відразу після війни принцип газової уповільненої продувки використовувався на деяких радянських дослідних зразках, наприклад ТКБ-454 тульського конструктора Германа А. Коробова. 